# Neustadt (Dosse)
 For alternative betydninger, se Neustadt. (Se også artikler, som begynder med Neustadt)
Neustadt (Dosse) er en by i  landkreis
Ostprignitz-Ruppin i den tyske delstat Brandenburg.  

## Inddeling
I Neustadt (Dosse)   ligger ud over Neustadt (Dosse) med bydelen Kampehl og bebyggerlserrne Schönfeld og Haselhorst, landsbyerne 
- Plänitz-Leddin
- Roddahn

## Trafik
Neustadt krydses af Bundesstraße B 102 (Brandenburg an der Havel–Bückwitz). Byen har siden  1846 haft station på jernbanen Berlin-Hamburg.